# صليب الاستحقاق العسكري (النمسا-المجر)

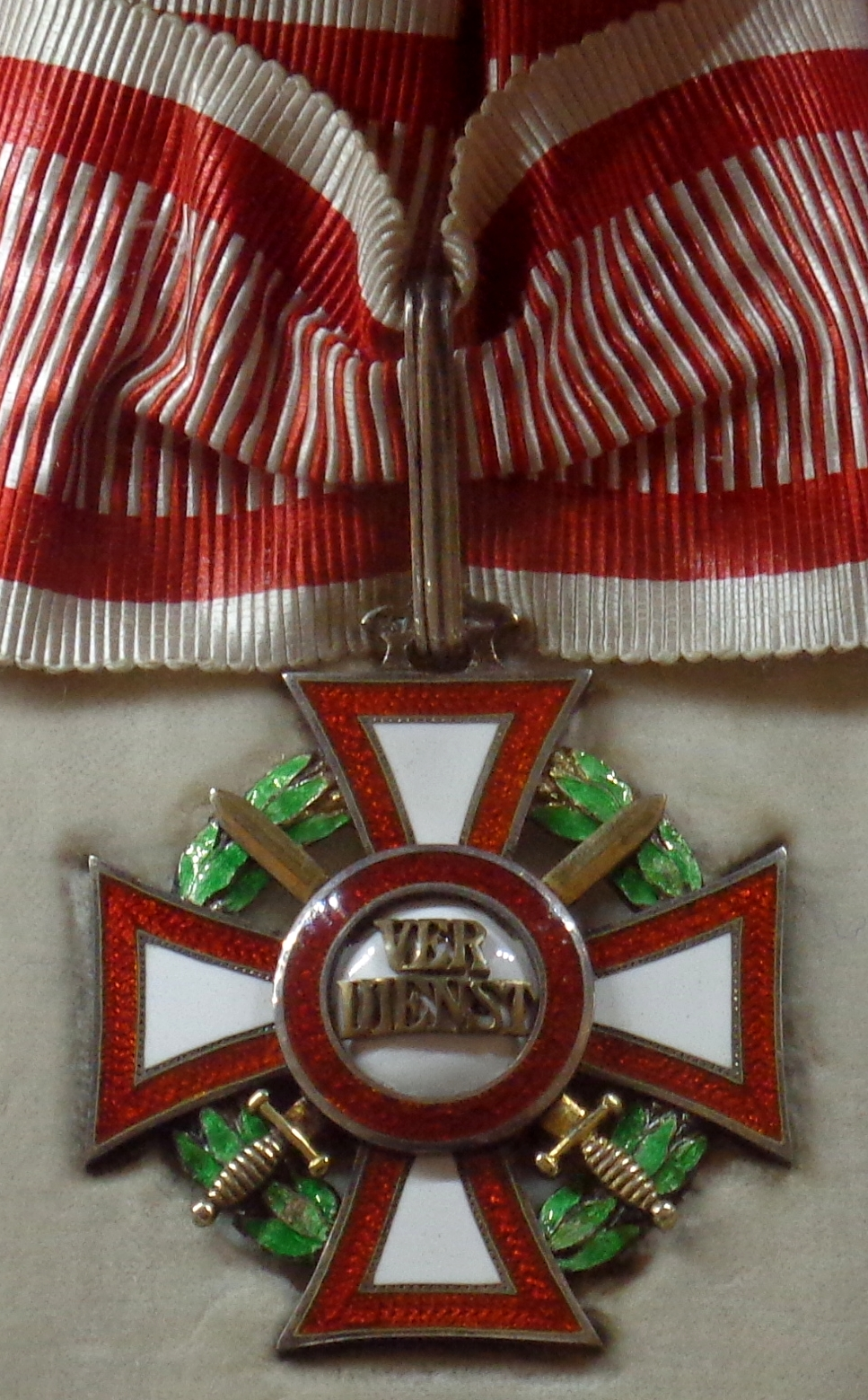
الاستحقاق العسكري من الدرجة الثانية مع وسام الحرب والسيوف

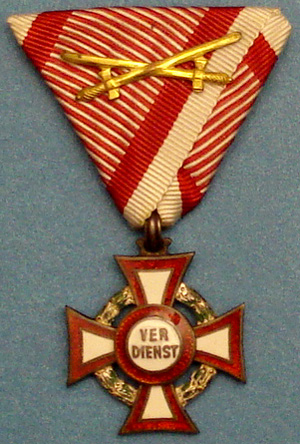
الاستحقاق العسكري من الدرجة الثالثة مع وسام الحرب والسيوف

صليب الاستحقاق العسكري ( (بالألمانية: Militärverdienstkreuz)‏، (بالمجرية: Katonai Érdemkereszt)‏ ، (بالكرواتية: Vojni križ za zasluge)‏ كانت زخرفة لإمبراطورية النمسا، وبعد تأسيس الملكية المزدوجة عام 1867، إمبراطورية النمسا-المجر. تأسست لأول مرة في 22 أكتوبر 1849 وخضعت للعديد من التنقيحات على معايير التصميم والجوائز على مدى سنوات وجودها. أصبح عفا عليه الزمن في عام 1918 مع تفكك الإمبراطورية النمساوية المجرية.

## التاريخ
تم إنشاء صليب الاستحقاق العسكري في 22 أكتوبر 1849 على يد الإمبراطور فرانز جوزيف الأول، بناءً على توصية المشير الكونت رادتزكي. كان يجب منحها للضباط الذين أدوا خدمة جديرة بالثناء بشكل خاص ضد العدو في زمن الحرب، أو الخدمة المتميزة في وقت السلم، وتم تأسيسها في الأصل في فئة واحدة فقط.
تم منح الجوائز الأولى لجميع الضباط الذين خدموا في ظل الكونت راديتزكي في الحملات الإيطالية لعام 1848-1849، ولا سيما معركة كوستوزا في عام 1848 ومعركة نوفارا في عام 1849. تم منح أقل من 1500 وسام في عامي 1849 و1850، بشكل أساسي لهؤلاء الضباط. بعد ذل، تم منح الصليب الاستحقاق العسكري بشكل مقتصد باستثناء خلال الحرب النمساوية سردينيا عام 1859، الحرب الألمانية الدنماركية عام 1864، الحرب النمساوية البروسية عام 1866، الحرب الروسية التركية 1877-1878 (عندما احتلت النمسا البوسنة -والهرسك ) وثورة الملاكمين.